# 真機伶
真機伶（日語：カレンチャン），是日本純種競賽馬匹。生涯活躍於短途賽事，曾於2011年勝出短途馬錦標並獲得最佳短途馬頭銜，後2012年勝出高松宮紀念並獲得最佳4歲以上雌馬頭銜。

## 出賽前
2007年3月31日出身於北海道千歲市社台牧場，被馬主鈴木隆司於拍賣會以2625萬日圓購入。
其後交由栗東訓練中心練馬師安田隆行訓練。

## 競賽生涯

### 2歲
2009年12月26日出戰阪神競馬場的2歲新馬，由武豐策騎，但最終1 1/2馬位差距屈居第二。

### 3歲
2010年1月16日出戰3歲未勝利戰，於第一人氣下獲得首勝。
其後出戰條件戰萌黃賞，於有利位置追走下，進入直路後衝出率先衝線獲勝。
3月14日出戰二級賽雌馬賽，於中團位置推進，但於直路上未能進一步加速而以第八完賽。
5月15日出戰葵錦標，獲得第二人氣。比賽開始後，其處於先頭部隊推進。進入直路後，其開始內閃，並於最後100米成功衝出，但於終點線前被Keiai Daisy超越，獲得第二。
其後出戰潮騷錦標，再次獲得第二人氣。比賽途中一直保持於先頭部隊，進入直路後發揮強大的加速力衝刺，最終奪得領先下以2 1/2馬位獲勝。
完成賽事後，其進入半年左右的放草，備戰下年度的賽事。

### 4歲
2011年1月23日出戰首戰伏見錦標，獲得第一人氣，但於直路上未能保持速度而獲得第三。
2月19日出戰山城錦標，於直路上成功追上前方領放的馬匹，並繼續衝刺加速，輕鬆奪得冠軍。
其後出戰阪神牝馬錦標，獲得第一人氣。比賽開始後，其選擇於先頭位置推進，並於途中搶佔有利位置。進入直路後，其開始加速並超越前方對手，最終以1/2馬位奪冠，獲得首個分級賽冠軍。

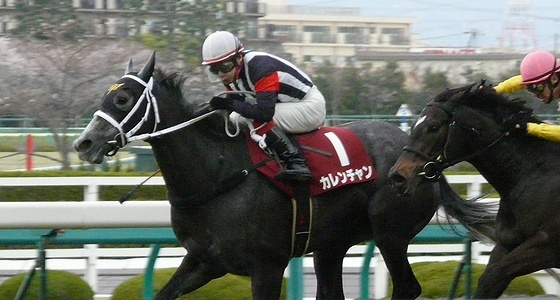
出戰阪神牝馬錦標的真機伶

完成賽事後，其再次進入放草，調整狀態爲夏季的賽事作準備。
7月3日復出出戰函館競馬場的函館短途錦標。比賽途中一直處於中團位置，並於直路上由外檔衝出，發揮其末腳的實力，於終點線前成功超越飛鷹雄風再次獲得冠軍。
8月28日出戰堅蘭盃，獲得第一人氣。比賽開始後，其處於先頭位置，並於進入直路後加速一舉超越更前方的加登快駒，達成分級賽三連勝。
其後出戰短途馬錦標，其比賽途中於第六的位置追走，並以相同節奏通過最後彎道。直路上，憑藉其跑出全場第二快末腳的實力，其成功超越前方的三人共舞，以1 3/4馬位優勢率先衝線，成功奪得首個一級賽冠軍。

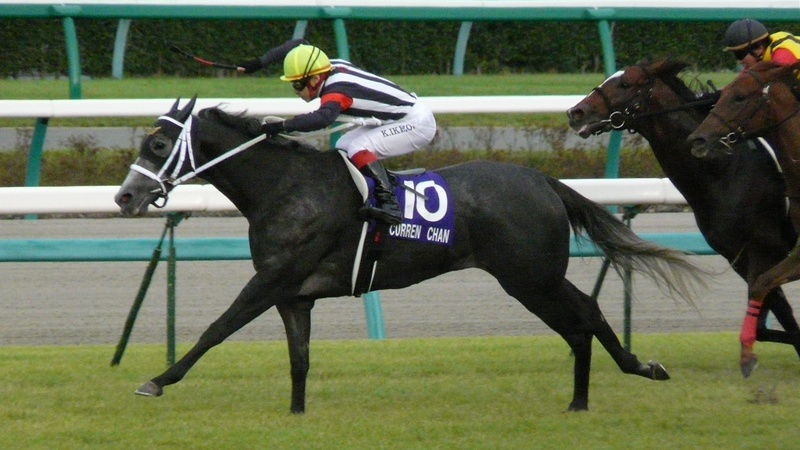
出戰短途馬錦標的真機伶

其後陣營安排其遠征香港，出戰香港短途錦標。比賽途中其處於中團位置推進，但於直路上未能發揮以往實力，以第五完賽。
年末評選中，其以270票當選最佳短途馬。

### 5歲
2012年3月3日出戰海洋錦標，爲高松宮紀念作熱身，但其於直路上無法保持優勢，最終獲得第四。
其後出戰高松宮紀念，比賽途中一直處於先頭位置。進入直路後，其超越失速的領放馬榮進德民進佔領先位置，並繼續保持速度抵擋後方聖卡羅及龍王的追擊，最終以頸位率先衝線，再次奪得一級賽冠軍。此次勝利，其成爲了計花公園及信念後第三匹贏得兩場短途一級賽的雌馬。

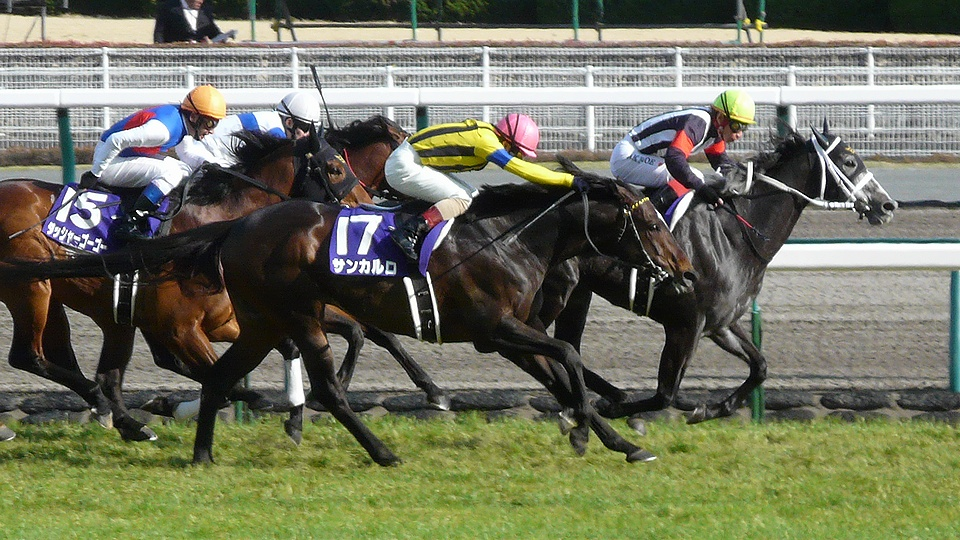
出戰高松宮紀念的真機伶

經過夏季放草後，9月9日出戰人馬錦標，但未能保持此前狀態，獲得第四。
其後出戰短途馬錦標，以短途一級賽三連霸爲目標。比賽開始後，其處於中團位置推進，並以第五的位置通過最後彎道。進入直路後，雖然其發力進佔領先的位置，但隨即被由後方來襲的龍王超過，最終以3/4差距落敗，獲得亞軍。
其後再次遠征香港出戰香港短途錦標，由於漏閘的影響，其處於不利局面，最終以第七完賽並目睹龍王達成完成勝利的壯舉。
年末，由於其本年度表現良好，以177票當選最佳4歲以上雌馬，但於最佳短途馬評選則以大比數落敗勝出短途馬錦標及香港短途錦標的龍王。
其後陣營宣佈正式安排其退役，並取消日本中央競馬會的賽駒註冊。

### 詳細賽績
| 日期       | 舉辦國家/地區 | 馬場 | 距離   | 級別 | 賽事名稱     | 負重 | 騎師     | 馬號 | 出馬 | 名次 | 時間    | 頭馬（二馬）      |
| ---------- | ------------- | ---- | ------ | ---- | ------------ | ---- | -------- | ---- | ---- | ---- | ------- | ----------------- |
| 26/12/2009 | 日本          | 阪神 | 泥1200 |      | 2歲新馬      | 54   | 武豐     | 1    | 12   | 2    | 1:14.3  | Takano King       |
| 16/1/2010  | 日本          | 京都 | 泥1200 |      | 3歲未勝利    | 51   | 國分恭介 | 16   | 16   | 1    | 1:13.1  | （Pretty Star）   |
| 7/2/2010   | 日本          | 中京 | 草1200 |      | 萌黄賞       | 54   | 鮫島良太 | 14   | 18   | 1    | 1:09.7  | （Jody's Line）   |
| 14/3/2010  | 日本          | 阪神 | 草1400 | GII  | 雌馬賽       | 54   | 鮫島良太 | 7    | 16   | 8    | 1:23.2  | 靜音              |
| 15/5/2010  | 日本          | 京都 | 草1200 | OP   | 葵錦標       | 54   | 池添謙一 | 7    | 16   | 2    | 1:07.6  | Keiai Daisy       |
| 19/6/2010  | 日本          | 函館 | 草1200 |      | 潮騷特別     | 54   | 池添謙一 | 1    | 9    | 1    | 1:08.8  | （Sakura Idaten） |
| 23/1/2011  | 日本          | 京都 | 草1200 |      | 伏見錦標     | 54   | 池添謙一 | 7    | 15   | 3    | 1:09.3  | Orion Stars       |
| 19/2/2011  | 日本          | 京都 | 草1200 |      | 山城錦標     | 55   | 川田將雅 | 2    | 15   | 1    | 1:09.2  | （華倫之夢）      |
| 9/4/2011   | 日本          | 阪神 | 草1400 | GII  | 阪神牝馬錦標 | 55   | 池添謙一 | 1    | 18   | 1    | 1:20.4  | （蔚藍天空）      |
| 3/7/2011   | 日本          | 函館 | 草1200 | GIII | 函館短途錦標 | 54   | 池添謙一 | 2    | 12   | 1    | 1:08.0  | （飛鷹雄風）      |
| 28/8/2011  | 日本          | 札幌 | 草1200 | GIII | 堅蘭盃       | 54   | 池添謙一 | 8    | 16   | 1    | 1:08.6  | （加登快駒）      |
| 2/10/2011  | 日本          | 中山 | 草1200 | GI   | 短途馬錦標   | 55   | 池添謙一 | 10   | 15   | 1    | 1:07.4  | （三人共舞）      |
| 11/12/2011 | 香港          | 沙田 | 草1200 | GI   | 香港短途錦標 | 55.5 | 池添謙一 | 11   | 14   | 5    | 1:09.36 | 天久              |
| 3/3/2012   | 日本          | 中山 | 草1200 | GIII | 海洋錦標     | 56   | 池添謙一 | 13   | 16   | 4    | 1:09.4  | 一卡美鑽          |
| 25/3/2012  | 日本          | 中京 | 草1200 | GI   | 高松宮記念   | 55   | 池添謙一 | 10   | 18   | 1    | 1:10.3  | （聖卡羅）        |
| 9/9/2012   | 日本          | 阪神 | 草1200 | GII  | 人馬錦標     | 56   | 池添謙一 | 6    | 16   | 4    | 1:07.4  | 辛辣風味          |
| 30/9/2012  | 日本          | 中山 | 草1200 | GI   | 短途馬錦標   | 55   | 池添謙一 | 14   | 16   | 2    | 1:06.8  | 龍王              |
| 9/12/2012  | 香港          | 沙田 | 草1200 | GI   | 香港短途錦標 | 55.5 | 池添謙一 | 12   | 12   | 7    | 1.09.19 | 龍王              |

## 退役後
退役後，真機伶成爲了繁殖雌馬，於北海道千歲市社台牧場休養，在2013年進行配種，但該胎其後被證實流產。首匹子嗣Curren Slay於2015年出生，可於2017年出賽，但未有於中央賽事勝出。

### 詳細繁殖資料
| 數目   | 馬名             | 出生年 | 性別 | 父系     | 練馬師                       | 馬主     | 戰績                        |
| ------ | ---------------- | ------ | ---- | -------- | ---------------------------- | -------- | --------------------------- |
|        | （流產）         |        |      | 大震撼   |                              |          |                             |
| 第一匹 | Curren Slay      | 2015   | 雄   | 小說名家 | 栗東・安田隆行 →笠松・尾島徹 | 鈴木隆司 | 15戰6冠1亞3季（退役）       |
| 第二匹 | 機伶夢           | 2016   | 雌   | 龍王     | 栗東・安田隆行               | 鈴木隆司 | 13戰4冠4亞2季（退役・繁殖） |
| 第三匹 | Curren Hime      | 2017   | 雌   | 野田尚城 | 栗東・安田翔伍               | 鈴木隆司 | 14戰2冠1亞2季（退役・繁殖） |
| 第四匹 | Curren Yuan Meng | 2018   | 雄   | 機伶獵駒 | 栗東・安田翔伍               | 鈴木隆司 | 2戰0冠0亞0季（退役）        |
| 第五匹 | Curren Emotion   | 2019   | 雄   | 真心呼喚 | 栗東・安田翔伍               | 鈴木隆司 | 3戰0冠0亞0季（退役）        |
| 第六匹 | 真機伶2020       | 2020   |      | 一路通   |                              |          | （出生後夭折）              |
|        | （受胎失敗）     |        |      | 黃金巨匠 |                              |          |                             |
| 一路通 | （受胎失敗）     |        |      |          |                              |          |                             |
|        | （流產）         |        |      | 大鳴大放 |                              |          |                             |
|        | （受胎失敗）     |        |      | 白日彗星 |                              |          |                             |
| 第七匹 | 真機伶2024       | 2024   | 雌   | 帝王加冕 |                              |          | （出賽前）                  |

## 血統簡介
父系大洋船爲美國生產的日本賽駒，於草地泥地賽事均有表現，曾勝出NHK一哩賽及日本盃泥地大賽。祖父French Deputy爲美國賽駒，生涯戰績不俗，曾勝出二級賽。
母系Spring Ticket爲日本賽駒，生涯戰績可圈可點，雖然有勝場，但並未突破條件戰級別賽事。外祖父爲愛爾蘭生產的意大利賽駒東來兵，曾勝出凱旋門大賽，退役後於日本配種，和週日寧靜及百仁時間被一同稱爲改變日本賽馬的三匹種馬。

### 血統表
| 父線：Vice Regent系（北地舞人系）       |                                |                 |                    |
| 種馬 大洋船 1998年（灰色）              | French Deputy 1990年（栗色）   | Deputy Minister | Vice Regent        |
| 種馬 大洋船 1998年（灰色）              | French Deputy 1990年（栗色）   | Deputy Minister | Mint Copt          |
| 種馬 大洋船 1998年（灰色）              | French Deputy 1990年（栗色）   | Mitterand       | Hold Your Peace    |
| 種馬 大洋船 1998年（灰色）              | French Deputy 1990年（栗色）   | Mitterand       | Laredo Lass        |
| 種馬 大洋船 1998年（灰色）              | Blue Avenue 1990年（灰色）     | Classic Go Go   | Pago Pago          |
| 種馬 大洋船 1998年（灰色）              | Blue Avenue 1990年（灰色）     | Classic Go Go   | Classic Perfection |
| 種馬 大洋船 1998年（灰色）              | Blue Avenue 1990年（灰色）     | Eliza Blue      | Icecapade          |
| 種馬 大洋船 1998年（灰色）              | Blue Avenue 1990年（灰色）     | Eliza Blue      | Corella            |
| 繁殖雌馬 Spring Ticket 1997年（深棗色） | 東來兵 1983年（棗色）          | Kampala         | Kalamoun           |
| 繁殖雌馬 Spring Ticket 1997年（深棗色） | 東來兵 1983年（棗色）          | Kampala         | State Pension      |
| 繁殖雌馬 Spring Ticket 1997年（深棗色） | 東來兵 1983年（棗色）          | Severn Bridge   | Hornbeam           |
| 繁殖雌馬 Spring Ticket 1997年（深棗色） | 東來兵 1983年（棗色）          | Severn Bridge   | Priddy Fair        |
| 繁殖雌馬 Spring Ticket 1997年（深棗色） | Kazumi Harukoma 1984年（棕色） | 丸善斯基        | 尼真斯基           |
| 繁殖雌馬 Spring Ticket 1997年（深棗色） | Kazumi Harukoma 1984年（棕色） | 丸善斯基        | Shell              |
| 繁殖雌馬 Spring Ticket 1997年（深棗色） | Kazumi Harukoma 1984年（棕色） | Senshu Takara   | Venture            |
| 繁殖雌馬 Spring Ticket 1997年（深棗色） | Kazumi Harukoma 1984年（棕色） | Senshu Takara   | Shadai Wing        |
| 雌系：Black Tarquin系（號族：13-c）     |                                |                 |                    |
| 五代內近親交配：北地舞人 5×5            |                                |                 |                    |

## 命名由來
名字中，Curren（カレン）是馬主鈴木隆司冠名，出自其千金之名字，Chan（チャン）則是日語中對親近之人的愛稱，香港原先採用音譯，以「真機靈」作為翻譯，但後來因為馬主鈴木隆司要求，改為「真機伶」。

## 外部連結
- 真機伶 netkeiba.com （页面存档备份，存于）
- 血統表 （页面存档备份，存于）